# Siège de Leeds
Batailles
Le siège de Leeds est conduit par le roi Édouard II d'Angleterre en octobre 1321, au cours de la guerre des Despenser. L'assaut du roi d'Angleterre sur le château de Leeds résulte d'une attaque de la garnison sur la personne de la reine Isabelle de France, épouse d'Édouard, qui y était venue chercher refuge au cours d'un pèlerinage et dont l'accès au château avait été refusé par l'épouse du gouverneur de la forteresse, Marguerite de Clare. La victoire décisive du roi à cette occasion lui permet de reprendre l'initiative contre ses barons, qui ont fait exiler en août de la même année son favori Hugues le Despenser. La campagne que mène ensuite Édouard pendant l'hiver 1321-1322 contre les rebelles lui permet d'éradiquer l'opposition baronniale et de régner de manière absolue jusqu'à sa déposition en 1327.
Plusieurs historiens ont par la suite suggéré qu'Édouard aurait intentionnellement demandé à Isabelle de s'arrêter à Leeds au cours de son pèlerinage, sachant pertinemment que Marguerite de Clare, épouse du rebelle Bartholomew de Badlesmere, refuserait d'admettre la reine dans l'enceinte du château en raison d'une inimitié personnelle entre les deux femmes ainsi qu'en application des consignes données avant son départ par son époux. Quoi qu'il en soit, ce casus belli fissure l'opposition baronniale et fournit au roi le prétexte pour éliminer un à un ses vassaux félons. Après la capitulation de Leeds, Marguerite de Clare est incarcérée à la Tour de Londres pour son rôle dans l'attaque sur la reine, tandis que le roi assouvit sa vengeance en faisant pendre une partie de la garnison du château.

## Contexte
Le comportement rapace d'Hugues le Despenser, favori du roi d'Angleterre Édouard II, irrite les barons d'Angleterre depuis qu'il a acquis une position privilégiée à la cour en octobre 1318. Despenser s'attire les foudres de ses rivaux lorsqu'il demande en octobre 1320 au roi de lui céder les terres de Gower, appartenant au seigneur des Marches galloises Guillaume VII de Briouze. Édouard acquiesce à sa requête, précipitant ainsi au mois de décembre le départ de la cour des barons des Marches qui, décidés à éliminer la puissance d'Hugues le Despenser dans le royaume, s'allient et mobilisent dans leurs possessions leurs troupes au début de l'année 1321. Après plusieurs mois de négociations infructueuses, les barons prennent les armes en mai 1321 et mettent à sac les possessions du favori dans le Glamorgan. La rébellion n'est pas prise au sérieux par le roi, qui ordonne à ses vassaux de se soumettre. Pourtant, les rebelles n'ont pas seulement l'intention de neutraliser les domaines de Despenser et cherchent à l'écarter définitivement des affaires gouvernementales.
Au mois de juin, la situation bascule précipitamment lorsque le puissant magnat Thomas de Lancastre, 2e comte de Lancastre, propre cousin d'Édouard II et chef de la fronde des barons depuis 1311, convoque dans son bastion de Sherburn-in-Elmet les rebelles pour conclure une alliance avec eux. Marginalisé progressivement du pouvoir depuis 1316, Lancastre veut à tout prix s'assurer de l'exil du favori du roi, afin de mieux le contrôler. Les rebelles, désormais connus sous le nom de « Contrariants », marchent sur Londres à la fin du mois de juillet. La situation devient extrêmement tendue entre le roi et ses barons. Finalement, l'intervention de la reine Isabelle de France, qui vient supplier son époux d'exiler Despenser, permet de désamorcer l'atmosphère explosive. De mauvaise grâce, le roi accepte la demande de la reine, se rappelant par ailleurs de la mort de son précédent favori, Pierre Gaveston, entre les mains des barons en 1312. Le 14 août 1321, Édouard proclame le bannissement d'Hugues le Despenser. Néanmoins, le roi ne s'avoue pas vaincu et confie lors d'un dîner avec son proche allié l'évêque de Rochester Hamo Hethe qu'il « ferait en six mois un tel amendement que le monde entier en entendrait parler et en tremblerait ».

## Le pèlerinage de la reine Isabelle

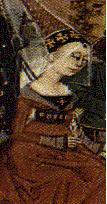
La reine Isabelle de France, dont le pèlerinage sert très probablement de prétexte à la reprise des hostilités.

Une fois que Despenser a quitté l'Angleterre à la fin du mois d'août, les Contrariants se dispersent. Édouard II demeure à Londres et négocie secrètement le ralliement de barons modérés à sa cause. L'un des premiers est le comte de Pembroke, qui a persuadé la reine d'intervenir au cours de la crise politique récente. Cependant, le roi bénéficie également du soutien indéfectible de son épouse Isabelle. Les relations entre le couple royal, bien qu'assombries quelque peu en raison de l'influence des favoris royaux sur Édouard au cours des années précédentes, deviennent étroites à partir de l'exil de Despenser. Bien qu'Isabelle méprise sans doute Despenser, elle semble être davantage blessée par la perte des pouvoirs du roi au profit des Contrariants au cours des dernières semaines. La confiance qu'a Édouard envers son épouse se manifeste par la garde du Grand sceau qu'il lui confie une première fois en août 1321. C'est ainsi que le roi saisit l'occasion d'un pèlerinage mené par son épouse vers Canterbury pour assouvir sa vengeance contre ses ennemis.
Au début du mois d'octobre, la reine part dans le Kent, pour se rendre sur la tombe de Thomas Becket à Canterbury. L'itinéraire pris par Isabelle facilite les plans d'Édouard. En effet, dans le Kent se trouvent pour la plupart des alliés du roi, y compris son demi-frère Edmond de Woodstock, créé comte de Kent en juillet. Toutefois, un Contrariant y réside également, en la personne de Bartholomew de Badlesmere, anciennement intendant du roi mais qui a rallié les rebelles en juin à Sherburn-in-Elmet. Furieux, le roi a choisi de se venger d'abord contre lui. Informé de l'absence de Badlesmere qui est à une réunion des Contrariants à Oxford, Édouard ordonne à son épouse de se détourner de la route traditionnelle du pèlerinage pour marquer une pause au château de Leeds. Le château et le trésor de Badlesmere sont alors sous la garde de Marguerite de Clare en l'absence de son époux. Toutefois, la forteresse a un statut particulier puisqu'elle figure au sein du douaire de la reine fixé lors de son mariage en 1308. La reine et son escorte arrivent devant Leeds le 13 octobre 1321.
Une fois arrivée avec sa suite devant Leeds, Isabelle demande à Marguerite de Clare l'ouverture des portes de la forteresse afin qu'elle puisse y passer la nuit avant de poursuivre sa route vers Canterbury. En dépit de la demande formulée par la reine Isabelle, Marguerite refuse obstinément d'obtempérer,. Son hostilité à la reine peut s'expliquer par le fait qu'en 1317, Isabelle avait refusé d'influer auprès du roi pour nommer un des amis de Marguerite à l'Échiquier. Marguerite de Clare fait savoir au maréchal d'Isabelle venu en son nom que « la reine doit chercher un autre logis, car [Marguerite] n'admettrai[t] personne dans le château sans un ordre de [s]on seigneur [son époux Badlesmere] ». Après avoir fait délivrer ce message à la reine, elle donne l'ordre à ses archers de tirer depuis les créneaux des flèches sur l'escorte d'Isabelle, celle-ci ayant voulu passer outre au refus de Marguerite et entrer de force dans Leeds en s'approchant de la barbacane,. Six hommes de la suite de la reine sont tués dans la brève escarmouche qui s'ensuit, contraignant ainsi la reine à se retirer en précipitation de Leeds et à rechercher un autre refuge pour y passer la nuit.

## Le siège du château de Leeds
L'historien Paul Charles Doherty suggère que le pèlerinage était dès le départ une ruse de la part du roi et de la reine pour créer un casus belli. Selon lui, Édouard II savait à l'avance que Badlesmere avait ordonné à son épouse de refuser l'accès au château à quiconque sans son ordre. En apprenant l'accueil fait à son épouse par la garnison de Leeds, Édouard entre dans une profonde colère et part à la rescousse d'Isabelle. Mettant à son profit l'insulte contre la reine, il fait parvenir dès le 17 octobre aux shérifs du Kent, du Surrey, du Sussex, du Hampshire et de l'Essex une convocation pour tous les hommes âgés de 16 à 60 ans afin qu'ils rejoignent sur-le-champ l'armée royale, ce qui permet à Édouard d'avoir rapidement sous ses ordres de très importants effectifs. Immédiatement, les nobles modérés et la population locale indignée se rangent à ses côtés : Londres envoie ainsi 500 hommes au roi. Édouard II est rejoint dans son expédition par six des dix comtes anglais dans la pairie de 1321 : outre son fidèle compagnon d'armes le comte de Pembroke, ses demi-frères les comtes de Kent et de Norfolk, son cousin le comte de Richmond ainsi que les comtes de Surrey et d'Arundel sont présents,.

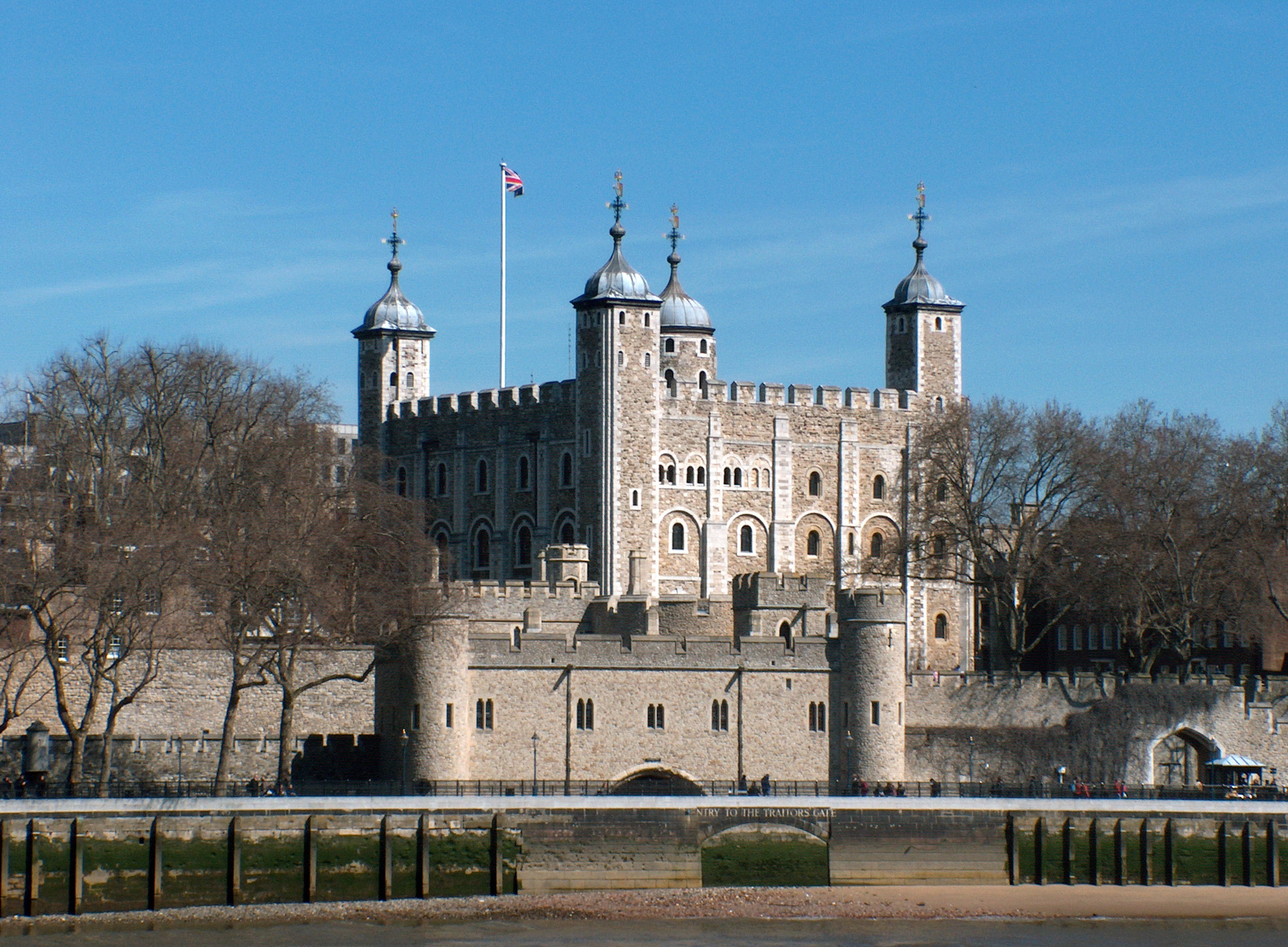
Marguerite de Clare est la toute première femme emprisonnée à la Tour de Londres.

Partie de Londres, l'imposante armée royale arrive en quelques jours à Leeds, le 26 octobre. Bien que les Contrariants constatent que le parti royal gagne sans cesse de nouveaux soutiens au sein du baronnage, ils ne parviennent à prendre des mesures appropriées contre leur roi. Bartholomew de Badlesmere supplie ses alliés de venir au secours de son épouse mais les autres Contrariants, oublieux de leurs liens avec lui et son épouse Marguerite, refusent de cautionner l'attaque de Leeds contre la reine. Lancastre enjoint même à ses proches partisans de ne fournir aucune aide à Badlesmere. Malgré l'envoi de quelques troupes en renforts à son épouse alors qu'il se trouve seul et privé de ses alliés à Witney à la fin du mois d'octobre, l'intervention de Badlesmere survient trop tard : les effectifs qu'il fournit n'arriveront jamais à temps pour la secourir et rebroussent chemin dès l'annonce de la fin du siège. 
En effet, Marguerite de Clare négocie entretemps avec le roi un cessez-le-feu le 31 octobre, au vu de son infériorité numérique flagrante ainsi que d'une promesse de mansuétude de la part d'Édouard II,. Pour autant, une fois que Marguerite fait ouvrir les portes de Leeds, Édouard pénètre avec fracas dans l'enceinte du château et fait pendre sommairement treize membres de la garnison,,. Cette attitude semble avoir surpris les chroniqueurs contemporains, bien qu'étonnamment aucun d'entre eux n'en ait fait par la suite le reproche au roi. Quant à Marguerite de Clare, elle est promptement envoyée avec ses cinq enfants à la Tour de Londres pour y être incarcérée,,, ce qui fait d'elle la toute première prisonnière noble connue de la Tour. Alors qu'a lieu son transfert dans une solide cage depuis Leeds jusqu'à la Tour de Londres, Marguerite est conspuée par la population du Kent, qui lui tient farouchement rigueur pour avoir violemment osé insulter la reine Isabelle, très populaire dans cette contrée.

## Conséquences
Sa victoire militaire à Leeds, accomplie avec l'aide de six comtes influents, renforce la position auparavant fragile du roi. Nonobstant les Ordonnances de 1311 imposées par le parti de Lancastre pour limiter ses pouvoirs, Édouard rallie davantage de soutiens en novembre 1321 avant de franchir un nouveau pas. Dès le mois suivant, il convoque plusieurs ecclésiastiques qui lui ont par le passé été loyaux et les convainc de mettre fin à l'exil d'Hugues le Despenser. Cet acte engendre une nouvelle rébellion dans les Marches galloises, que le roi écrase dès la fin du mois de janvier 1322. Pour parachever sa victoire, Édouard II concentre ensuite son attention vers le nord du royaume, où le comte de Lancastre et ses alliés ont commencé à mobiliser dangereusement leurs armées personnelles à la suite du rappel de Despenser. La campagne du roi contre son cousin est très rapide et l'armée du comte est écrasée à Boroughbridge en mars 1322. La capture et l'exécution de Lancastre et ses proches permet enfin au roi de s'affranchir de l'opposition de ses barons qui persiste depuis le début de son règne. En mai de la même année, Édouard complète son triomphe en révoquant officiellement les Ordonnances de 1311.
De son côté, Bartholomew de Badlesmere voit son sort scellé dès la chute de Leeds. En effet, il excuse l'attitude belliqueuse de son épouse Marguerite en affirmant qu'il lui avait interdit d'admettre quiconque dans le château sans qu'il ne lui en ait donné l'ordre préalable. Il insiste par ailleurs en affirmant que cet ordre incluait la reine, car « la prérogative royale du roi en cas de refus d'entrée ne devrait pas être considérée comme conférant un droit légal à la reine, qui n'était que sa femme ». À la suite de l'emprisonnement de son épouse, Badlesmere reste fermement opposé au roi. Peu après, il participe à la rébellion du comte de Lancastre en mars 1322. Bien qu'ayant initialement échappé à la capture après la bataille de Boroughbridge, il est traqué par les partisans du roi et est démasqué alors qu'il cherche à se réfugier dans les terres de son neveu, l'évêque de Lincoln Henry Burghersh. Il est exécuté pour haute trahison à Blean le 14 avril 1322 sous la forme hanged, drawn and quartered et son corps n'est enterré sous l'insistance du clergé qu'en 1324. Son épouse est libérée — probablement avec ses enfants — de la Tour de Londres le 3 novembre 1322 sur ordre d'Édouard II et se retire rapidement dans un couvent à Aldgate, jusqu'à sa mort.
Le succès du roi à Leeds marque toutefois la dernière manifestation d'une complicité entre le roi Édouard et son épouse Isabelle. Par la suite, la reine se retrouve progressivement écartée de son époux à la suite des machinations d'Hugues le Despenser. Le couple royal demeure séparé dans les faits à partir de novembre 1322. Les heures d'amertume de la reine commencent, jusqu'à ce qu'un conflit militaire entre l'Angleterre et la France (son pays natal) lui donne l'occasion d'échapper à sa situation intolérable. Résidant à Paris à compter de mars 1325 afin d'y conclure un traité de paix entre les deux royaumes, Isabelle retrouve de nombreux barons anglais qui se sont exilés à la suite de la victoire royale lors de la guerre civile de 1322, dont Roger Mortimer de Wigmore, avec lequel elle s'associe avant février 1326 et qui serait supposément son amant. De retour à l'automne 1326 en Angleterre avec de maigres effectifs, Isabelle reçoit néanmoins le soutien local à cause du règne tyrannique d'Édouard II et de son favori. Despenser est capturé et sommairement exécuté, tandis qu'Édouard est déposé par le Parlement en janvier 1327 et incarcéré jusqu'à sa mort mystérieuse en septembre suivant, peut-être ourdie par Roger Mortimer.